# Борман, Георгий Григорьевич
Георгий Григорьевич Борман (1875 или 6 февраля 1873, Санкт-Петербург — 8 января 1952, Париж) — российский предприниматель, сын Григория Николаевича Бормана, с 1899 года директор товарищества «Жорж Борман».

## Биография
Георгий Григорьевич Борман родился в Санкт-Петербурге в 1875 году. С 1883 по 1890 год обучался в Петербургской школе Карла Мая. После окончания гимназии Георгий Григорьевич Борман продолжил образование в коммерческой академии в Лейпциге. Около двух лет стажировался в Германии, где изучал кондитерское производство. В 1893 году он вернулся в Петербург.
На рубеже XIX-XX веков Георгий Григорьевич Борман модернизировал и значительно расширил производство конфет на кондитерской фабрике на Английском проспекте. В 1895 году совместно с отцом он преобразовал дело в товарищество на паях с уставным капиталом 1,6 млн рублей.
В 1896 году Георгий Григорьевич Борман открыл кондитерскую фабрику в Харькове, а впоследствии и два крупных магазина. Совместно с компаньонами Борман расширил ассортимент выпускаемых товаров, сделав акцент на изготовлении недорогих, доступных широкому кругу потребителей кондитерских изделий. В начале XX века Георгий Григорьевич Борман инициировал решение о создании в Санкт-Петербурге сети специализированных кондитерских магазинов.
В 1917 году Георгий Григорьевич Борман покинул Россию. Поселился во Франции с 1920 года, где в Париже открыл кондитерский магазин (26, av. de l’Opéra, 9-e).
Был похоронен на кладбище Сент-Женевьев-де-Буа.